# Große Anfrage
Große Anfragen sind in Deutschland Fragen, die meist von einer Fraktion der Opposition eingereicht werden und an die Bundes- oder Landesregierung gerichtet sind. In Umkehrung kann es sein, dass eine Partei des Regierungslagers eine solche Anfrage vorträgt, um den entsprechenden eigenen Ministern Anlass zu geben, umfassend über ein Vorhaben oder über Erfolge zu berichten.
Im Gegensatz zu Kleinen Anfragen sind Große Anfragen umfangreicher, die Beantwortung durch die Regierung erfordert mehr Verwaltungsaufwand und die schriftlich vorgelegte Antwort wird meist im Parlament beraten.

## Deutscher Bundestag
Der Deutsche Bundestag regelt die Form und das Verfahren für Große Anfragen an die Bundesregierung in den § 100 bis § 103 der Geschäftsordnung des Deutschen Bundestages (GOBT). Große Anfragen sind gemäß § 100 Satz 1 der Geschäftsordnung kurz und bestimmt zu fassen, können mit einer kurzen Begründung versehen werden und sind dem Bundestagspräsidenten einzureichen. Voraussetzung ist, dass die Große Anfrage von mindestens 5 % der Abgeordneten oder einer Bundestagsfraktion eingereicht wird. Der Bundestagspräsident leitet der Bundesregierung die Große Anfrage gemäß § 101 der Geschäftsordnung zu und fordert sie auf zu erklären, ob und wann sie die Anfrage beantwortet.
Meist geht die Antwort der Bundesregierung nach mehreren Monaten ein. Sie kann anschließend im Gegensatz zu der Antwort auf eine Kleine Anfrage im Bundestag debattiert werden. Die Debatte muss laut § 101 der Geschäftsordnung erfolgen, wenn sie von einer Fraktion oder von so vielen Mitgliedern des Bundestages, wie eine Fraktion bilden können, verlangt wird. Lehnt die Bundesregierung die Beantwortung innerhalb einer bestimmten Zeit gänzlich ab, kann der Bundestag die Große Anfrage laut § 102 der Geschäftsordnung zur Beratung auf die Tagesordnung setzen.
Bis zum Ende der 18. Legislaturperiode im Jahr 2017 wurden über alle Legislaturperioden hinweg 1.392 Große Anfragen an die Bundesregierung gerichtet. In der 10. Wahlperiode wurde mit 175 Großen Anfragen der bisherige Höchststand innerhalb einer Legislaturperiode erreicht. Seither ist die Anzahl der Großen Anfragen rückläufig: In der vorletzten Legislaturperiode wurden nur noch 15 solcher Anfragen gestellt. Mit neun Anfragen nutzte die Fraktion Die Linke im Bundestag das Instrument in jener Legislaturperiode am häufigsten. Die verbleibenden sechs Anfragen wurden von der Bundestagsfraktion Bündnis 90/Die Grünen eingebracht. Es gibt unter anderem wohl deshalb immer weniger Große Anfragen, weil sich die Bundesregierung mit der Antwort oft viel Zeit lässt: Anders als für die Beantwortung Kleiner Anfragen, fixiert nämlich die Geschäftsordnung des Deutschen Bundestags für Große Anfragen keine Frist. Dies erschwert es den Abgeordneten, von der Bundesregierung kurzfristig Auskünfte zu aktuellen Geschehnissen zu erhalten.

## Deutsche Landtage
Die Regelungen in den deutschen Landtagen entsprechen weitgehend den Vorschriften für den Deutschen Bundestag. Die Geschäftsordnungen des Landtags Mecklenburg-Vorpommern und des saarländischen Landtags sehen beispielsweise vor, dass eine Fraktion oder mindestens vier Abgeordnete eine Große Anfrage einbringen können und mit demselben Quorum auch die Aufsetzung der Antwort auf die Tagesordnung des Landtags verlangt werden kann. Demgegenüber muss die Große Anfrage im Landtag von Brandenburg von einem Fünftel der Abgeordneten gestellt werden, sofern sich keine ganze Fraktion darauf verständigen kann. Im Schleswig-Holsteinischen Landtag bedarf es sogar der Unterzeichnung von 18 der insgesamt 69 Abgeordneten, wenn der Fragesteller nicht eine Fraktion ist.